# 諾基亞100
諾基亞100是一款由Series 30驅動的移動電話。設備定位于預算不足的消費者。 Nokia 100支持基於領土内銷售的若干種語言。在南亞所售設備至少支持二十種：英語、印地語、古吉拉特語、馬拉地語、泰米爾語、孟加拉語、泰盧固語、旁遮普語、卡納達語、馬拉雅拉姆語、阿薩姆語和奧里亞語。

## 額外鏈接
- Nokia 100 支持（页面存档备份，存于）